# Fritz Kreidt
Fritz Kreidt (* 3. Juli 1936 in Essen; † 27. März 2020 in Berlin) war ein deutscher Maler. Er war Mitglied im Künstlersonderbund, einer Vereinigung deutscher Künstler, die sich dem Realismus verpflichtet fühlen.

## Leben
Kreidt wuchs im Ruhrgebiet auf. 1955 legte er in Essen das Abitur ab und studierte anschließend bis 1960 an der Kunstakademie Düsseldorf bei Otto Coester und Georg Meistermann. Von 1957 bis 1959 absolvierte er einen Studienaufenthalt in Paris.
Kreidt lebte von 1960 bis 1967 in Hamburg, wo er zu den Gründungsmitgliedern der „Neuen Gruppe Hamburg“ gehörte. In dieser Zeit unternahm er Studienreisen in die USA, nach England, Frankreich, Polen und Lanzarote. Anschließend erfolgte der Umzug nach Berlin. Seit 1995 lebte Kreidt ebenfalls an seinem Zweitwohnsitz in der Touraine, Frankreich.
Kreidt war seit 1974 mit der Mathematik-Didaktikerin Christine Keitel-Kreidt verheiratet. Sohn Moritz wurde 1979 geboren. Das Ehepaar ruht auf dem Friedhof der Dorfkirche Schöneberg.

## Werk

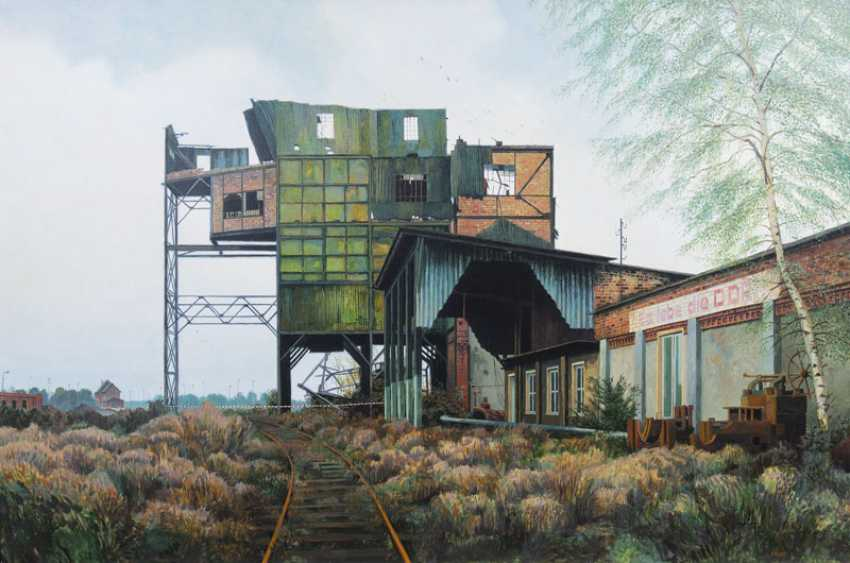
Fritz Kreidt: Es lebe die DDR. 1990/93. Öl auf Leinwand, 85 × 130 cm.

Vom Studium kommend in seinen frühen Arbeiten eher abstrakt geprägt, wendete sich Kreidt bald einer stärker figürlichen Darstellungsweise zu. Sein Hauptsujet fand er schließlich in melancholisch anmutenden Landschaftsdarstellungen – häufig Industriebrachen oder Baustellen – die, obwohl oft menschenleer, von menschlicher Arbeit und ihrer Vergänglichkeit zeugen. Seit dem Jahr der deutschen Wiedervereinigung 1990 beschäftigte Kreidt sich mit Industrie- und Stadtlandschaften der ehemaligen DDR. Diese Arbeiten wurden durch die Arbeiten am Zyklus „Preußische Baustellen“ ergänzt, die Kreidt zwischen 1995 und 2003 anfertigte.
Sowohl die brachliegenden Industrielandschaften aus Sachsen, Sachsen-Anhalt, Thüringen als auch die Baustellenlandschaften aus dem Nachwende-Berlin verbindet die Darstellung eines flüchtigen Zustands von Veränderung. In den akribisch ausgeführten, fotorealistisch anmutenden Werken von Kreidt überlagern sich verschiedene Epochen zu einem visuell erfahrbaren simultanen Eindruck. Im südlichen Ruhrgebiet, wo er aufwuchs, ist eine ähnliche Durchdringung von Landschaft und Industriegebiet prägend.

2005 unternahm Kreidt eine Studienreise nach China, die ihn zu der Reihe „Chinesische Landschaften“ inspirierte. In diesen Arbeiten verwendete er häufig, von seiner üblichen Technik der Ölmalerei abweichend, Conté- und Farbstifte, mit denen er in feinen Strichen Architektur- und Landschaftselemente auf eine eher an der Grafik orientierte Weise wiedergab. Kreidt über seine Erfahrung mit chinesischer Kunst: 

„„Für einen Maler, der einst eine formal orientierte, non-figurative Abstraktion als die für sich und seine Zeit einzig mögliche Ausdrucksform angesehen und sich dann allmählich die damals für absolut konträr (und reaktionär) erachtete realistische Darstellungsweise erschlossen hatte, war die chinesische Landschaftsmalerei des 10. bis 14. Jahrhunderts eine erstaunliche und überraschende Erfahrung, wie sie die klassische Moderne mit ihrer oft unbefriedigenden Mischform nicht hervorgebracht hatte, die Erfahrung nämlich, dass die beiden Pole Formalismus und Realismus so zur Deckung gebracht werden können, dass Vollkommenheit entsteht.““

## Ausstellungen (Auswahl)
- 1969 und 1978: Kunstkreis Hameln

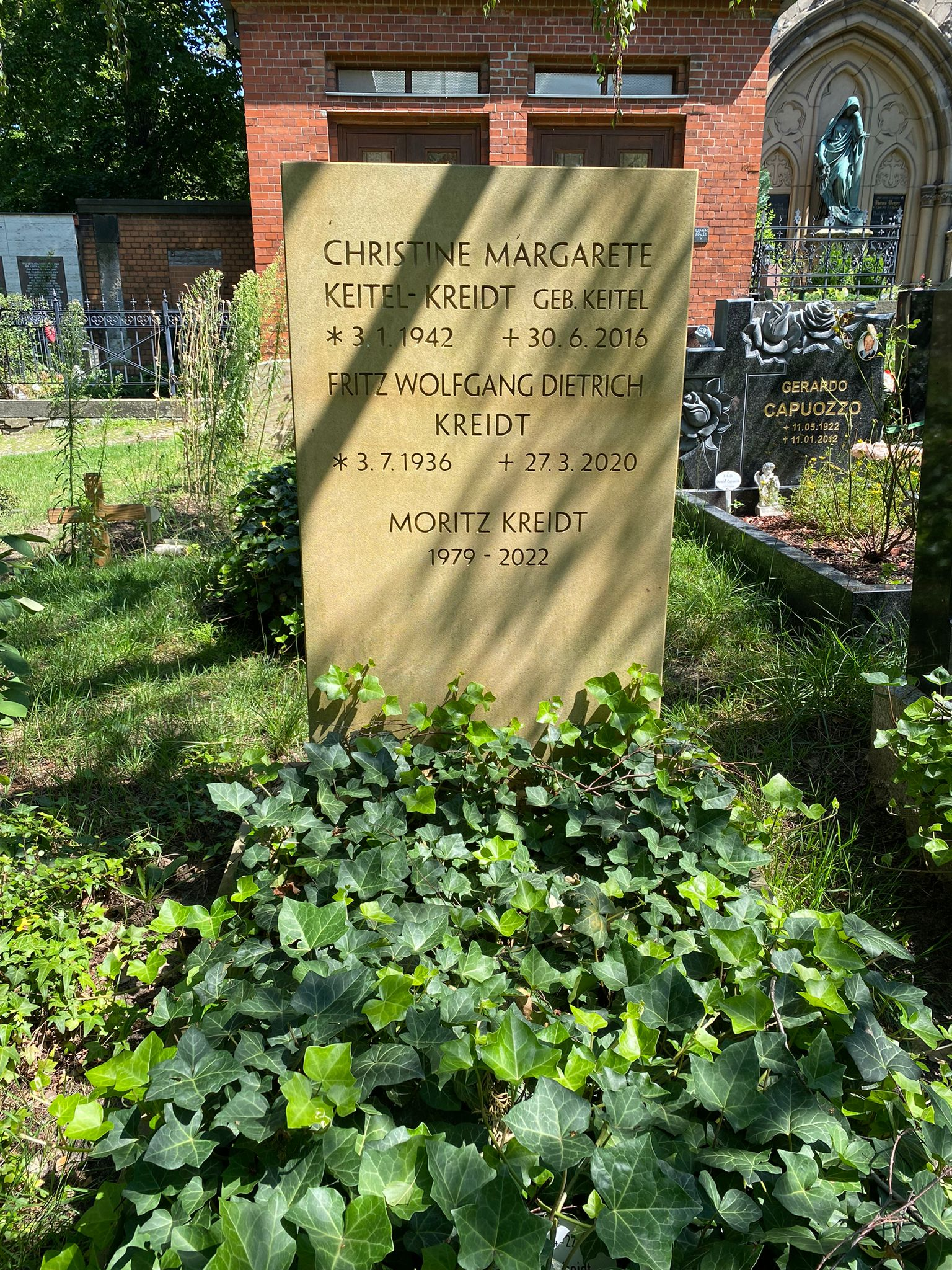
Grabstätte auf dem Friedhof der Dorfkirche Schöneberg

- 1983–1985: Einzelpräsentation auf der Art Basel
- 1986: Ladengalerie Berlin
- 1987–1988: Einzelpräsentation auf der Art Basel
- 1988, 1994 und 2006: Kunstkeller Bern
- 1990: Einzelpräsentation auf der Art Frankfurt
- 1993: Haus der neuen Bundesländer, Brüssel
- 1994: Architektenkammer Berlin
- 1996: Deutsches Bergbaumuseum Bochum
- 1997: Kulturbahnhof Eller, Düsseldorf (Gruppenausstellung)
- 2002: Galerie der Mathematischen Fachbibliothek der Technischen Universität Berlin
- 2006: Kraftwerk Plessa
- 2006: Konfuzius-Institut der Freien Universität Berlin
- 2012: Galerie im Rathaus Tempelhof, Berlin

## Kataloge
- Fritz Kreidt. Werkübersicht 1961–1982 mit Verzeichnis der Druckgrafik. Kunstamt Tempelhof, Berlin 1982.
- Fritz Kreidt. Landschaften 1982–1987. Edition Galerie am Savignyplatz, Berlin, und Galerie in Flottbek, Hamburg 1987.
- Fritz Kreidt. Heroische Landschaft. Industrie- und Stadtansichten aus Sachsen-Anhalt, Thüringen und Sachsen 1990–1993. Energie-Verlag, Heidelberg 1993, ISBN 978-3-87200688-2
- Fritz Kreidt. Aufbruch und Abbruch – Industrielandschaften von Fritz Kreidt. Deutsches Bergbau-Museum Bochum 1996.
- Fritz Kreidt. Preußische Baustellen Heft 1 und 2. Hrsg. Ladengalerie Berlin, Berlin 1999, 2001. ISBN 3-926460687;  ISBN 3-926460784

## Filme
Der Dokumentarfilm-Regisseur Manfred Wilhelms drehte einen Film mit und über Fritz Kreidt. „Rostige Bilder“ wurde 1992 erstmals auf der Berlinale gezeigt. Der Filmdienst schreibt: „Ein überlanger, insgesamt außergewöhnlicher Dokumentarfilm über Möglichkeiten der Wahrnehmung mittels der Malerei und des Filmemachens am Beispiel von Industrieanlagen und deren Wandel, der gleichzeitig als ein politisches Dokument über den Letztzustand eines angeblich fortschrittlichen Systems (der DDR) verstanden werden kann.“